# Антонија
Антонија, Антонина или Антонета је женско име латинског порекла (лат. Antonius). Значење имена је принцеза, владавина, она која предњачи.  
Мушки парњак имена је Антоније. 

## Варијације
-
-, имендан: 28. фебруар.
-, имендан: 28. фебруар.

## Имендани
- 17. јануар.
- 28. фебруар.
- 29. април.
- 3. мај.
- 4. мај.
- 10. мај.

## Рознате личности
- Марија Антонета